# Joseph Kopp (Philologe)

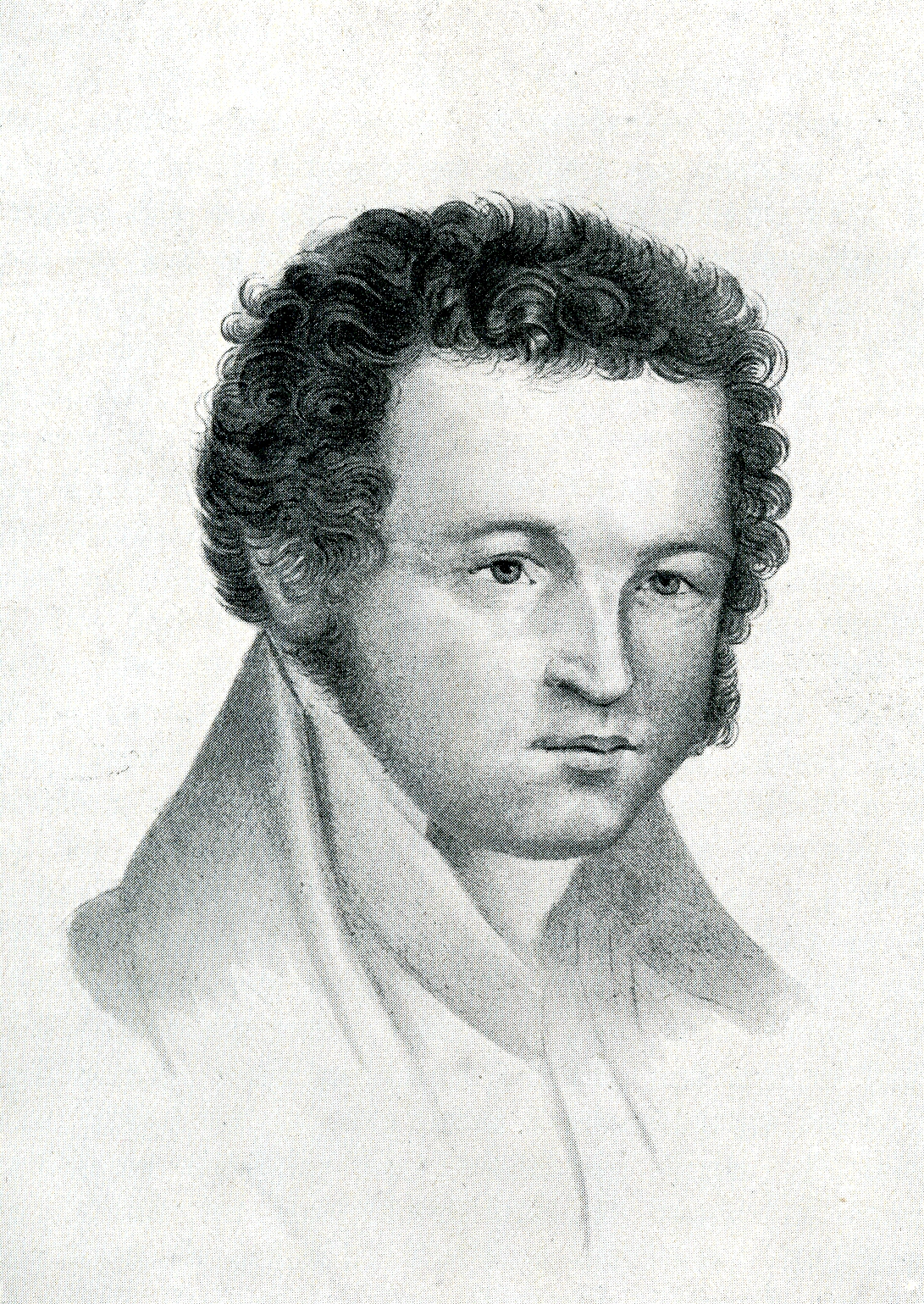
Joseph Kopp, lithographiertes Porträt

Joseph Kopp (* 16. November 1788 in Sommerau; † 7. Juli 1842 in Erlangen) war ein deutscher klassischer Philologe und Philosoph.

## Leben
Als Sohn armer Bauern zeigte er schon als Kind genügend Begabung, um 1799 in Straubing die Lateinschule zu besuchen. Ein Onkel, der Prior der Benediktiner zu Kötzting war, half ihm, sich durch die Vermittlung von Kosttagen durchzuschlagen. Auf Grund guter Fortschritte konnte Kopp 1802 auf das (heutige) Wilhelmsgymnasium München wechseln und bestritt hier seinen Lebensunterhalt auch durch Privatunterricht. Nach dem Abitur begann er 1806 am Lyceum allgemeine Studien zu betreiben und begann sich als Schüler von Friedrich Jacob für Philologie zu interessieren.
Nach sehr gutem Abschluss der Lehramtsprüfung im Herbst 1810 und der Empfehlung seines Lehrers erhielt Kopp ein Stipendium, das ihm den Besuch der Universität Heidelberg bis 1812 ermöglichte. Nach seiner Rückkehr nach München erhielt er eine Stelle als Lehrer einer unteren Klasse der Lateinschule und wurde bereits nach drei Jahren zum Gymnasialprofessor befördert. Nach dem Tod von Breyer wurde er 1819 Professor der Geschichte und zweiter Vorstand des philologischen Seminars am Lyceum. Wegen zu freimütiger Äußerungen über die Kirche in seinen Vorlesungen wurde er 1824 von Andreas Buchner als Professor der Geschichte abgelöst, blieb aber Professor der Philologie. Nach der Verlegung der Universität von Landshut nach München und der damit verbundenen Auflösung des Lyceums blieb er ab 1826 ohne Verwendung, bis er einen Ruf als zweiter Professor der Klassischen Philologie und Lehrstuhlinhaber an die Universität Erlangen erhielt, den er 1827 annahm. Hier wurde er ein enger Freund von Friedrich Rückert, der ihn ermunterte, sich ebenfalls orientalischen Sprachen, deren Studium er schon in München begonnen hatte, und sprachvergleichenden Studien zu widmen. Erst nach einer schriftstellerischen Pause konnte Kopp vom Präsident des Oberconsistoriums Freiherr von Roth dazu gebracht werden, zahlreiche Rezensionen über Ausgaben aristotelischer Bücher und Werken der orientalischen Literatur sowie Sprachvergleiche unter anderem in den Münchener gelehrten Anzeigen zu veröffentlichen. Im Sommer 1842 starb er unerwartet im Alter von 54 Jahren.

## Schriften
- Der Neuhumanismus in der Pfalz. Weidmannsche Buchhandlung, Berlin 1928.
- Geologie der Adula. A. Francke, Bern 1923 (mit Hans Jenny und Gustav Frischknecht).

„Zur Schriftstellerei fühlte Kopp keine Lust, nahm sich auch in seinem Wissensdrang wohl keine Zeit dazu.“